# 桜が降る夜は
「桜が降る夜は」（さくらがふるよるは）は、あいみょんの楽曲。2021年2月17日に3作目の配信限定シングルとして、ワーナーミュージック・ジャパン内のレーベル「unBORDE」からデジタルリリースされた。ABEMAにて配信された「恋とオオカミには騙されない」の主題歌となっている。

## 背景
2021年2月3日、2月14日にABEMAにて配信がスタートする恋愛リアリティーショー「恋とオオカミには騙されない」の主題歌に本楽曲が使用されること、及び同月17日に配信リリースされることが発表された。楽曲は、同日放送のTOKYO FM / JFN系38局ネット「SCHOOL OF LOCK!」でフル尺バージョンが初オンエアされた。また配信決定に合わせ、ジャケットアートワーク、楽曲の一部が視聴できる“very short movie”、新たなアーティスト写真が公開された。
リリースから半月が経った3月5日には、山田智和が監督を務めたミュージックビデオがYouTubeにて公開された。

## チャート成績
本楽曲は、2021年3月1日付（集計期間：2021年2月15日～2月21日）のBillboard JAPANダウンロード・ソング・チャート「Download Songs」にて17,282DLを売り上げ5位デビューを飾った。同初登場週はラジオも好調で当週7位についており、「Streaming Songs」では61位に初登場した。
同年3月26日に「ミュージックステーション」と「徹子の部屋」に出演すると、3月31日付のビルボード・ジャパンチャートでダウンロード14位、ストリーミング13位 (最高位) とどちらも前週より順位を上げ、総合チャート「JAPAN HOT 100」でも最高位となる13位を記録した。

### 認定と売上
|                                | 認定 (RIAJ) | 売上/再生回数      |
| ------------------------------ | ----------- | ------------------ |
| ダウンロード                   | 未公表      | -                  |
| ストリーミング                 | プラチナ    | 100,000,000 回再生 |
| *認定のみに基づく売上/再生回数 |             |                    |

## テレビ披露
| 日時          | 放送局       | 番組名                                   |
| ------------- | ------------ | ---------------------------------------- |
| 2021年3月26日 | テレビ朝日系 | 「ミュージック・ステーション」           |
| 2021年3月26日 | テレビ朝日系 | 「徹子の部屋」                           |
| 2021年6月7日  | TBS系        | 「『CDTVライブ!ライブ!』90分スペシャル」 |